# ラ・パッション!
『ラ・パッション!』（La Passion）は1989年2月17日から3月28日に宝塚大劇場、同年6月4日から6月28日まで東京宝塚劇場に宝塚歌劇団雪組で上演されたレビュー作品。形式名は「グランド・レビュー」、24場。
併演作品は『ムッシュ・ド・巴里』。

## 概要
ロマンチック･レビューシリーズ第4弾で題名はフランス語で「情熱」。パソコンゲームをモチーフにした作品で杜けあき、鮎ゆうきの雪組トップスター披露公演である。作・演出は岡田敬二。

## 場面
※配役は宝塚のデータ
第一章　オープニング
- 音楽：吉崎憲治
- 振付：羽山紀代美

ベートーベンのソナタ「情熱」のモチーフで幕があがると「ラ・パッション」の文字が登場する。パッションの歌手が歌い始めると、パッションの歌手とパッション・マドンナ達が踊る。
- パッションの歌手1 - 杜けあき
- パッションの歌手2 - 一路真輝
- パッションの歌手3 - 北斗ひかる
- パッション・マドンナ1 - 鮎ゆうき
- パッション・マドンナ2 - 仁科有理
- パッション・マドンナ3 - 小乙女幸
- パッション・マドンナ4 - 桂あさひ

第二章　パッション・クエスト
- 作詞・作曲：小椋佳
- 音楽：高橋城
- 振付：尚すみれ
- ファミリーコンピュータ映像協力：任天堂株式会社

舞台はコンピューターゲームのボードになる。小椋佳の「情熱の息吹」の曲でボーイやギャル達がコンピューターの冒険に出る。
- パソコン・エース - 杜けあき
- パソコン・ギャルズ - 仁科有理、鮎ゆうき
- パソコン・ボーイズ - 真咲佳子、沙羅けい、北斗ひかる、箙かおる

第三章　妖精の森の演奏会
- 音楽：甲斐正人
- 振付：尚すみれ

深い森の中。時は初夏の朝、妖精の王子と王女が出会う。突然、楽器を持った少女達と管楽器を持った少年達がそれぞれ、演奏を始める。しかし、両方の音が合わずに喧嘩になる。パソコン・エースが現れて、この世の全てのハーモニーと説き、みんなが賛同して大合唱となる。
- 妖精の王子 - 一路真輝
- 妖精の王女 - 文月玲
- オーケストラの少年S - 真咲佳子
- オーケストラの少女S - 一原けい
- パソコン・エース（マエストロ） - 杜けあき

第四章　アリスとピッピ
- 音楽：甲斐正人
- 振付：羽山紀代美

森の中が突然、鏡だらけの世界になると、アリスが出てくる。鏡の中の自分に歌いかけると、鏡の中からアリスのクローンが出てきて、アリスをいじめる。そこへ、長くつ下のピッピが出てきて、アリスを元気づける。
- アリス - 鮎ゆうき
- アリス・クローンS - 亜実じゅん、仁科有理
- 長靴下のピッピ - 杜けあき
- ピッピシンガー - 北斗ひかる

第五章　ロンリー・ソージャー・イン・ギャラクシー
- 音楽：高橋城
- 振付：家城比呂志

宇宙船の上で、宇宙戦士ギャラクシー・エースが星から星へ旅する夢を歌う。そこへ宇宙の砂嵐襲来の警報がなる。ある惑星に倒れているギャラクシー・エースをペネローペが助けるが、その妖しい魅力の虜になる。しかし、砂嵐が再び吹いて、現実に戻る。
- 歌うヤングソルジャー、ミネルバ - 一路真輝
- ギャラクシー・エース - 杜けあき
- ペネローペ - 鮎ゆうき
- 歌う美女 - 野添さゆ紀、小乙女幸、桂あさひ

第六章　熱風
- 音楽：吉崎憲治
- 振付：喜多弘

砂嵐が熱風に変わると、カリブになる。ラテンの男女が情熱的に踊り、若者の未来を歌う。
- 熱風の歌手 - 杜けあき
- 熱風の男S - 一路真輝
- 熱風の女S - 仁科有理、鮎ゆうき
- トリオの歌手1 - 一路真輝
- トリオの歌手2 - 高嶺ふぶき
- トリオの歌手3 - 轟悠

第七章　フィナーレ
- 音楽：吉崎憲治
- 振付：尚すみれ

アダルトなカップルが二人の愛を踊る。真紅の大階段が登場。白い燕尾服の男が歌う。そして、真紅のドレスと燕尾服の男女が踊る。最後は主題歌によるフィナーレのパレード。
- デュエット男、歌手1、フィナーレの紳士S - 杜けあき
- デュエット女、フィナーレの淑女S - 鮎ゆうき
- フィナーレの紳士S - 一路真輝

## 主な配役

### 宝塚
- 歌手、ピッピ、デュエットの男、紳士 - 杜けあき[1]
- 歌手、妖精の王子、ミネルバ、紳士 - 一路真輝[1]
- パッション・マドンナ①、パソコンギャルズ、アリス、ペネーロベ、デュエットの女、淑女 - 鮎ゆうき[1]
- パソコン・ボーイズ、少年 - 真咲佳子[1]
- パソコン・ボーイズ - 沙羅けい[1]、箙かおる[1]
- パソコン・ボーイズ、ピッピシンガーズS - 北斗ひかる[1]
- 少女 - 一原けい[1]
- ソルジャーA - 飛鳥裕[1]、亜実じゅん[1]
- マドンナ、ギャルズ - 仁科有理[1]
- 妖精の王女 - 文月玲[1]
- マドンナ、美女 - 少乙女幸[1]、桂あさひ[1]
- 歌手 - 高嶺ふぶき[1]、轟悠[1]
- 踊る男 - 海峡ひろき[1]

### 東京の変更点
第2場 - 4場
- パッションの男S - 古代みず希[2]、慶一花[2]

第11場
- アンドロジェニーA - 古代みず希[2]、星沙紀帆[2]

第16場 - 18場
- 熱風シンガーズ - 古代みず希[2]

## スタッフ
- 作・演出：岡田敬二[3]
- 作曲[1]・編曲[1]：吉崎憲治、橋本和明、高橋城、甲斐正人
- 作詩・作曲：小椋佳[1]
- 音楽指揮：岡田良機（宝塚）[1]、北沢達雄（東京）[2]
- 振付[1]：喜多弘、羽山紀代美、家城比呂志
- 振付補：尚すみれ[1]
- 装置：大橋泰弘[1]
- 衣装：任田幾英[1]
- 照明：今井直次[1]
- 小道具：万波一重[1]
- 効果：切江勝[1]
- 音響監督：松永浩志[1]
- 演出助手[1]：中村暁、木村信司
- 舞台進行：田中利彦[1]
- 製作担当：横山美次（東京）[2]
- 制作：高野賢一[1]
- 制作・著作：宝塚歌劇団